# Zulia Calatayudová
Zulia Calatayudová (* 9. listopadu 1979 Havana) je kubánská atletka, mistryně světa v běhu na 800 metrů z roku 2005.
Trať 800 metrů zaběhla poprvé po 2 minuty v roce 2000, kdy skončila na olympiádě v Sydney ve finále na této trati šestá. O čtyři roky později se v olympijském finále běhu na 800 metrů umístila osmá. Jejím největším dosavadním úspěchem je titul mistryně světa v běhu na 800 metrů ze světového šampionátu v roce 2005. Její osobní rekord na 800 metrů 1:56,09 pochází z roku 2002.